# Viola pusilla
Viola pusilla är en violväxtart som beskrevs av Eduard Friedrich Poeppig. Viola pusilla ingår i släktet violer, och familjen violväxter. Inga underarter finns listade i Catalogue of Life.